# 吳好直
吴好直，元朝华州蒲城（今陕西省蒲城县）人。
吴好直父亲去世，事奉继母孝顺，兄弟曾经求分家财，吴好直劝谕不能阻止，于是把自己所当得的财产，都分给他们了。出外从师学习，淡泊三十年，毫不后悔。又有鄄城柴郁、陈舜咨，也孝顺友爱，以自己的财产分让兄弟。县令上表，朝廷都加以表彰。